# Мърсър (окръг, Илинойс)
Вижте пояснителната страница за други значения на Мърсър.
Окръг Мърсър (на английски: Mercer County) е окръг в щата Илинойс, Съединени американски щати. Площта му е 1474 km², а населението - 16 481 души. Административен център е град Алидо.